# نايجل هوارد
نايجل هوارد (18 مايو 1925 في المملكة المتحدة - 31 مايو 1979 في المملكة المتحدة) (بالإنجليزية: Nigel Howard) هو لاعب كريكت بريطاني (وحمل سابقاً جنسية المملكة المتحدة لبريطانيا العظمى وأيرلندا). شارك مع منتخب إنجلترا للكريكت. أما مع النوادي، فقد لعب مع نادي مقاطعة لانكشر للكريكت ‏ ونادي مارليبون للكريكت ‏.

## وصلات خارجية
- نايجل هوارد على موقع إي آس بي آن كريك إنفو (الإنجليزية)